# Codex Palatinus Latinus 577
Der Codex Palatinus Latinus 577, abgekürzt Pal. lat. 577, ist eine kirchenrechtliche Sammelhandschrift, die vermutlich gegen Ende des achten Jahrhunderts im Kloster Fulda geschrieben wurde und heute in der Biblioteca Apostolica Vaticana aufbewahrt wird.
Sie besteht aus 75 Pergamentblättern im Format 30 × 23,5 cm. Schon im 13. Jahrhundert befand sich der Codex sicher in der Mainzer Dombibliothek. Er befand sich im Jahre 1479 in Mainz, dann später in der Bibliotheca Palatina in Heidelberg und kam 1623 mit dieser nach Rom in die Biblioteca Apostolica Vaticana.
Der Codex enthält die erste Fassung der Collectio Dionysiana, der Kanonessammlung des Dionysius Exiguus; von dieser Fassung gibt es nur einen weiteren Textzeugen. Ferner enthält die Handschrift fränkische Gesetzestexte und Konzilsbeschlüsse (Kapitularien). Enthalten sind u. a. Nomina episcoporum et abbatum Attiniaci Congregatorum (entstanden ca. 760–762) und Karlomanni principis capitulare von 742 und Concilium Vernense von 755. Nur in dieser Handschrift überliefert sind der Indiculus superstitionum et paganiarum und unter dem lateinischen Titel Interrogationes et responsiones baptismales das Sächsische Taufgelöbnis. Wegen dieser Nachträge vermutet man, dass der Codex in der Sachsenmission Verwendung fand.

## Inhalte (und Editionen)
- Nomina Episcoporum et Abbatum Attiniaci Congregatorum (ed. Albert Werminghoff, MGH Capit. 2/1, 74; Digitalisat)
- Indiculus superstitionum et paganiarum → Hauptartikel: Indiculus superstitionum et paganiarum
- Karlomanni Principis Capitulare (ed. Werminghoff, MGH Capit. 2/1, 1–4; Digitalisat)
- Interrogationes et Responsiones Baptismales → Hauptartikel: Sächsisches Taufgelöbnis
- Concilium Vernense (ed. Wilfried Hartmann, MGH Conc. 3, 38–44; Digitalisat)